# Крокет (Калифорния)
Вижте пояснителната страница за други значения на Крокет.
Крокет (Crockett) е населено място в окръг Контра Коста, в района на залива на Сан Франциско, щата Калифорния, Съединени американски щати.
Има население от 3194 души (2000) и е с обща площ от 13 кв. км (5 кв. мили).